# Ułyżyłanszyk
Ułyżyłanszyk, Uły-Żyłanszyk, Dżyłenczyk (kaz. Ұлыжыланшық; ros. Улы-Жыланшык, Джиленчик) – rzeka w środkowym Kazachstanie, o długości 277 km, powierzchni zlewni 26,1 tys. km² oraz reżimie śnieżnym.
Ułyżyłanszyk powstaje z połączenia rzek Dułygały żyłanszyk i Ülken żyłanszyk na zachodnich stokach gór Ułytau. Płynie na zachód przez zachodni skraj Pogórza Kazachskiego i uchodzi do bezodpływowych jezior Żaman Akköl i Żaksy Akköl w południowej części Bramy Turgajskiej. Woda używana do nawadniania.